# La Quinta, Veracruz
La Quinta är en ort i Mexiko.   Den ligger i kommunen Zongolica och delstaten Veracruz, i den sydöstra delen av landet, 240 km öster om huvudstaden Mexico City. La Quinta ligger 1 242 meter över havet och antalet invånare är 165.
Terrängen runt La Quinta är kuperad åt nordväst, men åt sydost är den bergig. Runt La Quinta är det ganska tätbefolkat, med 155 invånare per kvadratkilometer. Närmaste större samhälle är Zongolica, 1,5 km norr om La Quinta. I omgivningarna runt La Quinta växer i huvudsak städsegrön lövskog.